# Cantone di Le Sud-Médoc
Il Cantone di Le Sud-Médoc è una divisione amministrativa dell'arrondissement di Lesparre-Médoc e dell'arrondissement di Bordeaux.
È stato costituito a seguito della riforma approvata con decreto del 20 febbraio 2014, che ha avuto attuazione dopo le elezioni dipartimentali del 2015.

## Composizione
Comprende i 23 comuni di:
- Arcins
- Arsac
- Avensan
- Brach
- Cantenac
- Carcans
- Castelnau-de-Médoc
- Cussac-Fort-Médoc
- Hourtin
- Labarde
- Lacanau
- Lamarque
- Listrac-Médoc
- Macau
- Margaux
- Moulis-en-Médoc
- Le Porge
- Saint-Laurent-Médoc
- Sainte-Hélène
- Salaunes
- Saumos
- Soussans
- Le Temple